# Scottish FA Cup 2024/25
Der Scottish FA Cup wurde 2024/25 zum 140. Mal ausgespielt. Der wichtigste schottische Fußball-Pokalwettbewerb wurde vom Schottischen Fußballverband geleitet und begann am 9. August 2024 und endete mit dem Finale am 24. Mai 2025 im Hampden Park von Glasgow. Der Wettbewerb wurde als Scottish Gas Scottish Cup ausgetragen.
Als Titelverteidiger startete Celtic Glasgow in den Wettbewerb, das in diesem Jahr das Finale zum insgesamt 61. Mal seit 1889 erreichte, wovon 42 gewonnen wurden. Gegner war der FC Aberdeen, der das Endspiel zum 17. Mal seit 1937 erreichte. Davon gewannen sie sieben, zuletzt 1990. Es war das achte Pokalfinale zwischen den beiden Vereinen. Das letzte Mal trafen sich die beiden Vereine im Endspiel von 2017.
Die Dons gewannen das Finale mit 5:4 nach Elfmeterschießen und damit zum achten Mal den Pokal.

## Termine
Die Spielrunden sollen von 10. August 2024 bis 24. Mai 2025 ausgetragen werden.
| Runde         | Datum                 | Spiele | Vereine   | Neueinstiege |
| ------------- | --------------------- | ------ | --------- | ------------ |
| 1. Vorrunde   | 9./10. August 2024    | 2      | 130 → 128 | 6            |
| 2. Vorrunde   | 30./31. August 2024   | 26     | 128 → 102 | 48           |
| 1. Hauptrunde | 28. September 2024    | 30     | 102 → 72  | 34           |
| 2. Hauptrunde | 26. Oktober 2024      | 20     | 72 → 52   | 10           |
| 3. Hauptrunde | 30. November 2024     | 20     | 52 → 32   | 20           |
| 4. Hauptrunde | 18. Januar 2025       | 16     | 32 → 16   | 12           |
| Achtelfinale  | 7. – 10. Februar 2025 | 8      | 16 → 8    | keine        |
| Viertelfinale | 7. – 10. März 2025    | 4      | 8 → 4     | keine        |
| Halbfinale    | 19./20. April 2025    | 2      | 4 → 2     | keine        |
| Finale        | 24. Mai 2025          | 1      | 2 → 1     | keine        |

## Erste Vorrunde
Die 1. Vorrunde wurde am 22. Juli 2024 ausgelost. Zwei Paarungen wurden ausgelost, während zwei Vereine ein Freilos erhielten. Ausgetragen wurden die Begegnungen am 9. und 10. August 2024 werden.
| Datum                      |                        | Ergebnis |                     |
| -------------------------- | ---------------------- | -------- | ------------------- |
| 9. August 2024, 19:45 BST  | Bo’ness Athletic (VII) | 3:1      | Beith Juniors (VI)  |
| 10. August 2024, 15:00 BST | FC Culter (VI)         | 4:0      | FC Invergordon (VI) |

Freilos: Cupar Hearts, Dundee North End

## Zweite Vorrunde
Die 2. Vorrunde wurde am 22. Juli 2024 ausgelost. Ausgetragen wurden die Begegnungen am 30. und 31. August 2024 werden.
| Datum                      |                                       | Ergebnis |                                     |
| -------------------------- | ------------------------------------- | -------- | ----------------------------------- |
| 30. August 2024, 19:30 BST | FC Tynecastle (VI)                    | 4:0      | Glasgow University (IX)             |
| 30. August 2024, 19:45 BST | Bo’ness Athletic (VII)                | 2:0      | Kilwinning Rangers (VII)            |
| 31. August 2024, 15:00 BST | FC Benburb (VI)                       | 0:3      | FC Vale of Leithen (VIII)           |
| 31. August 2024, 15:00 BST | Bonnyton Thistle (VIII)               | 0:1      | Dunbar United (VI)                  |
| 31. August 2024, 15:00 BST | FC Burntisland Shipyard (VIII)        | 2:1      | FC Dunipace (VI)                    |
| 31. August 2024, 15:00 BST | FC Clydebank (VI)                     | 7:0      | St. Andrews United (VI)             |
| 31. August 2024, 15:00 BST | FC Coldstream (VIII)                  | 0:5      | Camelon Juniors (VII)               |
| 31. August 2024, 15:00 BST | FC Creetown (VI)                      | 1:3      | Cumnock Juniors (VI)                |
| 31. August 2024, 15:00 BST | FC Culter (VI)                        | 1:2      | Sauchie Juniors (VI)                |
| 31. August 2024, 15:00 BST | Cupar Hearts (SAFA)                   | 4:0      | FC Wigtown & Bladnoch (VI)          |
| 31. August 2024, 15:00 BST | Dalbeattie Star (VI)                  | 1:2      | Whitehill Welfare (VII)             |
| 31. August 2024, 15:00 BST | Dalkeith Thistle (VIII)               | 1:0      | Blackburn United (VII)              |
| 31. August 2024, 15:00 BST | Dundonald Bluebell (VI)               | 3:1      | Edinburgh University (VI)           |
| 31. August 2024, 15:00 BST | Easthouses Lily Miners Welfare (VIII) | 0:4      | Newtongrange Star (VII)             |
| 31. August 2024, 15:00 BST | FC Fort William (VI)                  | 0:8      | Hill of Beath Hawthorn (VI)         |
| 31. August 2024, 15:00 BST | FC Girvan (IX)                        | 9:0      | St. Cuthbert Wanderers (VI)         |
| 31. August 2024, 15:00 BST | Glenafton Athletic (VI)               | 2:4      | Threave Rovers (IX)                 |
| 31. August 2024, 15:00 BST | Golspie Sutherland (VI)               | 0:2      | Carluke Rovers (X)                  |
| 31. August 2024, 15:00 BST | Haddington Athletic (VI)              | 1:4      | Auchinleck Talbot (VI)              |
| 31. August 2024, 15:00 BST | Jeanfield Swifts (VI)                 | 3:0      | FC Newton Stewart (VI)              |
| 31. August 2024, 15:00 BST | Lochee United (VI)                    | 4:0      | Hawick Royal Albert (IX)            |
| 31. August 2024, 15:00 BST | Penicuik Athletic (VI)                | 0:1      | Musselburgh Athletic (VI)           |
| 31. August 2024, 15:00 BST | FC Pollok (VI)                        | 1:3      | FC Darvel (VI)                      |
| 31. August 2024, 15:00 BST | Preston Athletic (VII)                | 2:3      | Irvine Meadow (VII)                 |
| 31. August 2024, 15:00 BST | Rutherglen Glencairn (VII)            | 2:0      | Lothian Thistle Hutchison Vale (VI) |
| 31. August 2024, 15:00 BST | FC Tayport (VI)                       | 1:3      | Dundee North End (VI)               |

## Erste Hauptrunde
Die 1. Hauptrunde wurde am 1. September 2024 ausgelost. Die Spiele wurden am 27. und 28. September 2024 ausgetragen.
| Datum                         |                                | Ergebnis              |                             |
| ----------------------------- | ------------------------------ | --------------------- | --------------------------- |
| 27. September 2024, 19:30 BST | FC Tynecastle (VI)             | 2:3                   | Hill of Beath Hawthorn (VI) |
| 27. September 2024, 19:45 BST | Dalkeith Thistle (VIII)        | 0:4                   | Broxburn Athletic (V)       |
| 28. September 2024, 15:00 BST | Albion Rovers (V)              | 1:2                   | Auchinleck Talbot (VI)      |
| 28. September 2024, 15:00 BST | Berwick Rangers (V)            | 4:2                   | Cupar Hearts (SAFA)         |
| 28. September 2024, 15:00 BST | Brechin City (V)               | 1:0                   | Newtongrange Star (VII)     |
| 28. September 2024, 15:00 BST | FC Broomhill (V)               | 0:1                   | Turriff United (V)          |
| 28. September 2024, 15:00 BST | Brora Rangers (V)              | 2:1                   | Cumnock Juniors (VI)        |
| 28. September 2024, 15:00 BST | Buckie Thistle (V)             | 2:1                   | Carluke Rovers (X)          |
| 28. September 2024, 15:00 BST | FC Burntisland Shipyard (VIII) | 1:4                   | Irvine Meadow (VII)         |
| 28. September 2024, 15:00 BST | Clachnacuddin FC (V)           | 3:1                   | Nairn County (V)            |
| 28. September 2024, 15:00 BST | FC Clydebank (VI)              | 3:1                   | FC Girvan (IX)              |
| 28. September 2024, 15:00 BST | FC Cowdenbeath (V)             | 3:2                   | Rutherglen Glencairn (VII)  |
| 28. September 2024, 15:00 BST | Cumbernauld Colts (V)          | 0:3                   | Civil Service Strollers (V) |
| 28. September 2024, 15:00 BST | FC Deveronvale (V)             | 2:4                   | Bo’ness United (V)          |
| 28. September 2024, 15:00 BST | Dunbar United (VI)             | 1:4                   | Bo’ness Athletic (VII)      |
| 28. September 2024, 15:00 BST | Dundee North End (VI)          | 4:0                   | FC Tranent (V)              |
| 28. September 2024, 15:00 BST | Dundonald Bluebell (VI)        | 1:1 n. V. (0:3 i. E.) | Inverurie Loco Works (V)    |
| 28. September 2024, 15:00 BST | FC East Kilbride (V)           | 2:0                   | Gretna 2008 (V)             |
| 28. September 2024, 15:00 BST | FC East Stirlingshire (V)      | 2:3                   | Lochee United (VI)          |
| 28. September 2024, 15:00 BST | Formartine United (V)          | 2:0                   | Whitehill Welfare (VII)     |
| 28. September 2024, 15:00 BST | Forres Mechanics (V)           | 1:2                   | Jeanfield Swifts (VI)       |
| 28. September 2024, 15:00 BST | FC Fraserburgh (V)             | 8:0                   | FC Rothes (V)               |
| 28. September 2024, 15:00 BST | Gala Fairydean Rovers (V)      | 0:1                   | Banks O’Dee (V)             |
| 28. September 2024, 15:00 BST | FC Huntly (V)                  | 2:2 n. V. (5:3 i. E.) | Wick Academy (V)            |
| 28. September 2024, 15:00 BST | FC Keith (V)                   | 1:1 n. V. (4:3 i. E.) | Camelon Juniors (VII)       |
| 28. September 2024, 15:00 BST | Linlithgow Rose (V)            | 3:1                   | FC Lossiemouth (V)          |
| 28. September 2024, 15:00 BST | Musselburgh Athletic (VI)      | 1:0 n. V.             | FC Darvel (VI)              |
| 28. September 2024, 15:00 BST | Strathspey Thistle (V)         | 0:6                   | Sauchie Juniors (VI)        |
| 28. September 2024, 15:00 BST | Threave Rovers (IX)            | 6:1                   | FC Vale of Leithen (VIII)   |
| 28. September 2024, 15:00 BST | University of Stirling (V)     | 0:2                   | Caledonian Braves (V)       |

## Zweite Hauptrunde
Die 2. Hauptrunde wurde am 29. September 2024 ausgelost. Ausgetragen wurden die Begegnungen am 25. und 26. Oktober 2024.
| Datum                       |                             | Ergebnis              |                              |
| --------------------------- | --------------------------- | --------------------- | ---------------------------- |
| 25. Oktober 2024, 19:45 BST | Threave Rovers (IX)         | 2:3                   | FC Stranraer (IV)            |
| 26. Oktober 2024, 15:00 BST | Auchinleck Talbot (VI)      | 0:1                   | Broxburn Athletic (V)        |
| 26. Oktober 2024, 15:00 BST | Brechin City (V)            | 3:2                   | FC Huntly (V)                |
| 26. Oktober 2024, 15:00 BST | Brora Rangers (V)           | 2:1                   | Formartine United (V)        |
| 26. Oktober 2024, 15:00 BST | FC East Fife (IV)           | 0:1                   | Banks O’ Dee (V)             |
| 26. Oktober 2024, 15:00 BST | FC East Kilbride (V)        | 3:1                   | Bonnyrigg Rose Athletic (IV) |
| 26. Oktober 2024, 15:00 BST | Elgin City (IV)             | 1:1 n. V. (8:7 i. E.) | FC Clyde (IV)                |
| 26. Oktober 2024, 15:00 BST | Forfar Athletic (IV)        | 1:0                   | Berwick Rangers (V)          |
| 26. Oktober 2024, 15:00 BST | FC Fraserburgh (V)          | 3:1 n. V.             | Turriff United (V)           |
| 26. Oktober 2024, 15:00 BST | Hill of Beath Hawthorn (VI) | 0:2 n. V.             | Bo’ness United (V)           |
| 26. Oktober 2024, 15:00 BST | Inverurie Loco Works (V)    | 1:3 n. V.             | Dundee North End (VI)        |
| 26. Oktober 2024, 15:00 BST | Irvine Meadow (VII)         | 3:0                   | Civil Service Strollers (V)  |
| 26. Oktober 2024, 15:00 BST | Jeanfield Swifts (VI)       | 1:1 n. V. (4:5 i. E.) | Edinburgh City (IV)          |
| 26. Oktober 2024, 15:00 BST | FC Keith (V)                | 0:3                   | FC Clydebank (VI)            |
| 26. Oktober 2024, 15:00 BST | Linlithgow Rose (V)         | 3:0                   | Clachnacuddin FC (V)         |
| 26. Oktober 2024, 15:00 BST | Musselburgh Athletic (VI)   | 2:1                   | Caledonian Braves (V)        |
| 26. Oktober 2024, 15:00 BST | FC Peterhead (IV)           | 6:3                   | Lochee United (VI)           |
| 26. Oktober 2024, 15:00 BST | Sauchie Juniors (VI)        | 0:2                   | Buckie Thistle (V)           |
| 26. Oktober 2024, 15:00 BST | FC Spartans (IV)            | 1:2                   | FC Cowdenbeath (V)           |
| 26. Oktober 2024, 15:00 BST | Stirling Albion (IV)        | 6:0                   | Bo’ness Athletic (VII)       |

## Dritte Hauptrunde
Die 3. Hauptrunde wurde am 27. Oktober 2024 ausgelost. Die Spiele wurden zwischen dem 29. November und 2. Dezember 2024 ausgetragen.
| Datum                        |                           | Ergebnis              |                                    |
| ---------------------------- | ------------------------- | --------------------- | ---------------------------------- |
| 29. November 2024, 19:45 GMT | FC Dumbarton (III)        | 3:2                   | Alloa Athletic (III)               |
| 30. November 2024, 15:00 GMT | FC Arbroath (III)         | 0:1                   | Queen of the South (III)           |
| 30. November 2024, 15:00 GMT | Ayr United (II)           | 2:0                   | Greenock Morton (II)               |
| 30. November 2024, 15:00 GMT | Banks O’ Dee (V)          | 1:2                   | Hamilton Academical (II)           |
| 30. November 2024, 15:00 GMT | FC Clydebank (VI)         | 2:0                   | Buckie Thistle (V)                 |
| 30. November 2024, 15:00 GMT | Cove Rangers (III)        | 2:0                   | Inverness Caledonian Thistle (III) |
| 30. November 2024, 15:00 GMT | FC Cowdenbeath (V)        | 1:4 n. V.             | Brechin City (V)                   |
| 30. November 2024, 15:00 GMT | Edinburgh City (IV)       | 1:2                   | Dunfermline Athletic (II)          |
| 30. November 2024, 15:00 GMT | Elgin City (IV)           | 3:2                   | Kelty Hearts (III)                 |
| 30. November 2024, 15:00 GMT | Forfar Athletic (IV)      | 3:3 n. V. (4:2 i. E.) | Stirling Albion (IV)               |
| 30. November 2024, 15:00 GMT | FC Fraserburgh (V)        | 2:0                   | Annan Athletic (III)               |
| 30. November 2024, 15:00 GMT | Irvine Meadow (VII)       | 0:5                   | FC Stenhousemuir (III)             |
| 30. November 2024, 15:00 GMT | Linlithgow Rose (V)       | 0:4                   | Raith Rovers (II)                  |
| 30. November 2024, 15:00 GMT | FC Livingston (II)        | 2:0                   | Brora Rangers (V)                  |
| 30. November 2024, 15:00 GMT | Musselburgh Athletic (VI) | 3:1                   | Bo’ness United (V)                 |
| 30. November 2024, 15:00 GMT | FC Peterhead (IV)         | 2:3                   | FC Montrose (III)                  |
| 30. November 2024, 15:00 GMT | FC Queen’s Park (II)      | 2:2 n. V. (7:6 i. E.) | Partick Thistle (II)               |
| 30. November 2024, 15:00 GMT | FC Stranraer (IV)         | 1:2 n. V.             | Broxburn Athletic (V)              |
| 1. Dezember 2024, 13:00 GMT  | Dundee North End (VI)     | 0:1                   | Airdrieonians FC (II)              |
| 2. Dezember 2024, 19:45 GMT  | FC East Kilbride (V)      | 1:3                   | FC Falkirk (II)                    |

## Vierte Hauptrunde
Die 4. Hauptrunde wurde am 2. Dezember 2024 ausgelost. Ausgetragen wurden die Begegnungen zwischen dem 17. und 20. Januar 2025.
| Datum                      |                           | Ergebnis  |                           |
| -------------------------- | ------------------------- | --------- | ------------------------- |
| 17. Januar 2025, 19:45 GMT | Brechin City (V)          | 1:4       | Heart of Midlothian (I)   |
| 18. Januar 2025, 15:00 GMT | Broxburn Athletic (V)     | 0:8       | Ayr United (II)           |
| 18. Januar 2025, 15:00 GMT | Cove Rangers (III)        | 2:0       | Forfar Athletic (IV)      |
| 18. Januar 2025, 15:00 GMT | FC Dumbarton (III)        | 1:5       | Airdrieonians FC (II)     |
| 18. Januar 2025, 15:00 GMT | Dunfermline Athletic (II) | 3:0       | FC Stenhousemuir (III)    |
| 18. Januar 2025, 15:00 GMT | Elgin City (IV)           | 0:3       | FC Aberdeen (I)           |
| 18. Januar 2025, 15:00 GMT | Hamilton Academical (II)  | 3:1       | Musselburgh Athletic (VI) |
| 18. Januar 2025, 15:00 GMT | Hibernian Edinburgh (I)   | 3:0       | FC Clydebank (VI)         |
| 18. Januar 2025, 15:00 GMT | Queen of the South (III)  | 1:3       | FC St. Mirren (I)         |
| 18. Januar 2025, 15:00 GMT | FC Queen’s Park (II)      | 3:2 n. V. | FC Montrose (III)         |
| 18. Januar 2025, 15:00 GMT | Ross County (I)           | 2:3 n. V. | FC Livingston (II)        |
| 18. Januar 2025, 15:00 GMT | FC St. Johnstone (I)      | 1:0       | FC Motherwell (I)         |
| 18. Januar 2025, 17:30 GMT | Celtic Glasgow (I)        | 2:1       | FC Kilmarnock (I)         |
| 19. Januar 2025, 12:00 GMT | FC Falkirk (II)           | 1:2 n. V. | Raith Rovers (II)         |
| 19. Januar 2025, 14:15 GMT | Glasgow Rangers (I)       | 5:0       | FC Fraserburgh (V)        |
| 20. Januar 2025, 20:00 GMT | FC Dundee (I)             | 1:0       | Dundee United (I)         |

## Achtelfinale
Das Achtelfinale wurde am 20. Januar 2025 ausgelost. Die Spiele fanden zwischen dem 7. und 10. Februar 2025 statt.
| Datum                       |                      | Ergebnis              |                           |
| --------------------------- | -------------------- | --------------------- | ------------------------- |
| 7. Februar 2025, 19:45 GMT  | Ayr United (II)      | 0:1                   | Hibernian Edinburgh (I)   |
| 8. Februar 2025, 15:00 GMT  | FC Dundee (I)        | 4:0                   | Airdrieonians FC (II)     |
| 8. Februar 2025, 15:00 GMT  | FC Livingston (II)   | 3:0                   | Cove Rangers (III)        |
| 8. Februar 2025, 15:00 GMT  | FC St. Johnstone (I) | 1:0                   | Hamilton Academical (II)  |
| 8. Februar 2025, 17:30 GMT  | Celtic Glasgow (I)   | 5:0                   | Raith Rovers (II)         |
| 9. Februar 2025, 12:30 GMT  | FC Aberdeen (I)      | 3:0                   | Dunfermline Athletic (II) |
| 9. Februar 2025, 15:30 GMT  | Glasgow Rangers (I)  | 0:1                   | FC Queen’s Park (II)      |
| 10. Februar 2025, 19:45 GMT | FC St. Mirren (I)    | 1:1 n. V. (2:4 i. E.) | Heart of Midlothian (I)   |

## Viertelfinale
Das Viertelfinale wurde am 10. Februar 2025 ausgelost. Die Spiele fanden zwischen dem 7. und 10. März 2025 statt.
| Datum                    |                         | Ergebnis |                         |
| ------------------------ | ----------------------- | -------- | ----------------------- |
| 7. März 2025, 19:45 GMT  | Heart of Midlothian (I) | 3:1      | FC Dundee (I)           |
| 8. März 2025, 12:30 GMT  | FC Aberdeen (I)         | 4:1      | FC Queen’s Park (II)    |
| 9. März 2025, 15:00 GMT  | Celtic Glasgow (I)      | 2:0      | Hibernian Edinburgh (I) |
| 10. März 2025, 19:45 GMT | FC Livingston (II)      | 0:1      | FC St. Johnstone (I)    |

## Halbfinale
Das Halbfinale wurde am 10. März 2025 ausgelost. Die Begegnungen wurden am 19. und 20. April 2025 im Hampden Park in Glasgow ausgetragen.
| Datum                     |                         | Ergebnis  |                    |
| ------------------------- | ----------------------- | --------- | ------------------ |
| 19. April 2025, 12:30 BST | Heart of Midlothian (I) | 1:2 n. V. | FC Aberdeen (I)    |
| 20. April 2025, 15:00 BST | FC St. Johnstone (I)    | 0:5       | Celtic Glasgow (I) |

## Finale
| FC Aberdeen                                               | FC Aberdeen | Celtic Glasgow | Celtic Glasgow |
| --------------------------------------------------------- | --- | --- | -------------- |
| FC Aberdeen                                               | \| 24. Mai 2025 um 15:00 Uhr (BST) in Glasgow (Hampden Park) \| \| Ergebnis: 1:1 n. V. (1:1, 0:1), 4:3 i. E. \| \| Zuschauer: 49.545 \| \| Schiedsrichter: Don Robertson \| \| Spielbericht \| | \| 24. Mai 2025 um 15:00 Uhr (BST) in Glasgow (Hampden Park) \| \| Ergebnis: 1:1 n. V. (1:1, 0:1), 4:3 i. E. \| \| Zuschauer: 49.545 \| \| Schiedsrichter: Don Robertson \| \| Spielbericht \| | Celtic Glasgow |
| FC Aberdeen                                               | Dimitar Mitow – Alfie Dorrington ( 80. Shayden Morris), Jack Milne ( 94. Kristers Tobers), Mats Knoester – Alexander Jensen, Ante Palaversa, Graeme Shinnie , Leighton Clarkson ( 79. Dante Polvara), Nicky Devlin ( 91. Jack MacKenzie) – Topi Keskinen ( 58. Pape Habib Guèye), Kevin Nisbet ( 79. Oday Dabbagh) Cheftrainer: Jimmy Thelin ( Schweden) | Kasper Schmeichel – Alistair Johnston, Cameron Carter-Vickers, Liam Scales, Greg Taylor – Arne Engels ( 65. Luke McCowan), Callum McGregor , Paulo Bernardo ( 99. Jeffrey Schlupp) – Nicolas Kühn ( 65. James Forrest, 96. Johnny Kenny), Adam Idah ( 66. Yang Hyun-jun), Daizen Maeda Cheftrainer: Brendan Rodgers ( Nordirland) | Celtic Glasgow |
| FC Aberdeen                                               | 1:1 Kasper Schmeichel (83., Eigentor) | 0:1 Alfie Dorrington (39., Eigentor) | Celtic Glasgow |
| FC Aberdeen                                               | Elfmeterschießen | | Celtic Glasgow |
| FC Aberdeen                                               | 1:0 Graeme Shinnie 2:1 Dante Polvara 3:2 Oday Dabbagh 4:3 Ante Palaversa | Callum McGregor 1:1 Johnny Kenny 2:2 Luke McCowan 3:3 Daizen Maeda Alistair Johnston | Celtic Glasgow |
| FC Aberdeen                                               | Graeme Shinnie (45.), Mats Knoester (90.+6'), Ante Palaversa (93.) | Cameron Carter-Vickers (45.), Yang Hyun-jun (90.+3') | Celtic Glasgow |
| 24. Mai 2025 um 15:00 Uhr (BST) in Glasgow (Hampden Park) | | |                |
| Ergebnis: 1:1 n. V. (1:1, 0:1), 4:3 i. E.                 | | |                |
| Zuschauer: 49.545                                         | | |                |
| Schiedsrichter: Don Robertson                             | | |                |
| Spielbericht                                              | | |                |